# Acél (családnév)
Az Acél, Aczél, vagy Atzél családnév szláv eredetű acél szóból keletkezett régi magyar személynév. Eredetileg foglalkozásnév volt, jelentése: acélverő, (fegyver)kovács.
A nevet kikeresztelkedett zsidók is felvették, de az acél családnév nem a héber barcel vagy barzel (=vas), hanem az ószláv ocel (=acél) jelentés alapján került a magyar nyelvbe. Az alapszó azonban a más jelentést hordozó latin „aciarium, aciariu, acies” (=tűfok, éles vagy csatarend) szavakból képződhetett, melyből több európai nyelvben acél, acélos edzett jelentéssel képeztek szavakat. (Például románul oţel, csehül ocel furlánul açâl és görögül ατσάλι atsáli.)

## Utónévként
Az Acél a Nyelvtudományi Intézet által anyakönyvezhetőnek minősített utónév is egyben, mely az 1990-es években szórványosan fordult elő. Ajánlott névnapja október 28.

## Híres Acél / Aczél / Atzél nevűek
Acél
- Acél Réka televíziós műsorvezető

Aczel
- Amir Aczel (1950) izraeli matematikus

Aczél
- Aczél Endre (1944–2018) újságíró, műsorvezető
- Aczél Géza (1947) költő, műfordító, irodalomtörténész, kritikus
- Aczél György (1917–1991) kommunista politikus, a Kádár-rendszer fő ideológusa
- Aczél Ilona (1884–1940) színésznő
- Aczél János (?–1523) királyi titkár, költő
- Aczél János (1924) kanadai-magyar matematikus
- Aczél József (1900–1945) Eisenhoffer József labdarúgó egy időben ezen a néven szerepelt
- Aczél Tamás (1921–1994) író, újságíró, tanár
- Aczél Zoltán (1967) magyar labdarúgó, labdarúgó-edző, szövetségi edző

Atzél
- Atzél Béla (1850–1900) utazó, földbirtokos, képviselőházi tag, az országos kaszinó igazgatója
- Atzél Lajos (1828–1904) főrendiházi tag, huszárkapitány